# Otholobium
Otholobium, nekadašnji biljni rod iz porodice mahunarki raširen po zapadnim dijelovima Južne Amerike i istočnim i južnim dijelovima Afrike. Pripadaju mu šezdesetak vrsta
Danas se vodi kao sinonim za  Psoralea L.

## Vrste
1. Otholobium accrescens C.H.Stirt. & Muasya
2. Otholobium acuminatum (Lam.) C.H.Stirt.
3. Otholobium arborescens C.H.Stirt.
4. Otholobium argenteum (Thunb.) C.H.Stirt.
5. Otholobium bolusii (H.M.L.Forbes) C.H.Stirt.
6. Otholobium bowieanum (Harv.) C.H.Stirt.
7. Otholobium brachystachyum (Spruce ex Diels) J.W.Grimes
8. Otholobium bracteolatum (Eckl. & Zeyh.) C.H.Stirt.
9. Otholobium caffrum (Eckl. & Zeyh.) C.H.Stirt.
10. Otholobium candicans (Eckl. & Zeyh.) C.H.Stirt.
11. Otholobium carneum (Kuntze) C.H.Stirt.
12. Otholobium curtisiae C.H.Stirt. & Muasya
13. Otholobium diffidens J.W.Grimes
14. Otholobium dreweae C.H.Stirt. & Muasya
15. Otholobium flexuosum C.H.Stirt.
16. Otholobium foliosum (Oliv.) C.H.Stirt.
17. Otholobium fruticans (L.) C.H.Stirt.
18. Otholobium fumeum C.H.Stirt.
19. Otholobium glandulosum (L.) J.W.Grimes
20. Otholobium hamatum (Harv.) C.H.Stirt.
21. Otholobium heterosepalum (Fourc.) C.H.Stirt.
22. Otholobium higuerilla (Gillies ex Hook.) J.W.Grimes
23. Otholobium hirtum (L.) C.H.Stirt.
24. Otholobium holosericeum (Barneby) J.W.Grimes
25. Otholobium incanum C.H.Stirt.
26. Otholobium lanceolatum C.H.Stirt. & Muasya
27. Otholobium lucens C.H.Stirt. & Muasya
28. Otholobium macradenium (Harv.) C.H.Stirt.
29. Otholobium mexicanum (L.f.) J.W.Grimes
30. Otholobium mundianum (Eckl. & Zeyh.) C.H.Stirt.
31. Otholobium munyense (J.F.Macbr.) J.W.Grimes
32. Otholobium nigricans C.H.Stirt.
33. Otholobium nitens C.H.Stirt. & Muasya
34. Otholobium obliquum (E.Mey.) C.H.Stirt.
35. Otholobium outrampsii C.H.Stirt. & du Preez
36. Otholobium parviflorum C.H.Stirt.
37. Otholobium pictum C.H.Stirt.
38. Otholobium piliferum C.H.Stirt. & Muasya
39. Otholobium polyphyllum (Eckl. & Zeyh.) C.H.Stirt.
40. Otholobium polystictum (Benth. ex Harv.) C.H.Stirt.
41. Otholobium prodiens C.H.Stirt. & Muasya
42. Otholobium pubescens (Poir.) J.W.Grimes
43. Otholobium pungens C.H.Stirt.
44. Otholobium pustulatum C.H.Stirt.
45. Otholobium racemosum (Thunb.) C.H.Stirt.
46. Otholobium rotundifolium (L.f.) C.H.Stirt.
47. Otholobium rubicundum C.H.Stirt.
48. Otholobium sabulosum C.H.Stirt. & Muasya
49. Otholobium saxosum C.H.Stirt. & Muasya
50. Otholobium sericeum (Poir.) C.H.Stirt.
51. Otholobium spicatum (L.) C.H.Stirt.
52. Otholobium spissum C.H.Stirt. & Muasya
53. Otholobium stachyerum (Eckl. & Zeyh.) C.H.Stirt.
54. Otholobium striatum (Thunb.) C.H.Stirt.
55. Otholobium swartbergense C.H.Stirt.
56. Otholobium thomii (Harv.) C.H.Stirt.
57. Otholobium trianthum (E.Mey.) C.H.Stirt.
58. Otholobium uncinatum (Eckl. & Zeyh.) C.H.Stirt.
59. Otholobium venustum (Eckl. & Zeyh.) C.H.Stirt.
60. Otholobium virgatum (Burm.fil.) C.H.Stirt.
61. Otholobium wilmsii (Harms) C.H.Stirt.
62. Otholobium zeyheri (Harv.) C.H.Stirt.